# 东北鼠李
东北鼠李（学名：Rhamnus schneideri var. manshurica）为鼠李科鼠李属下的一个变种。

## 扩展阅读
- 維基物種上的相關：东北鼠李